# St. Martin (Kortrijk)

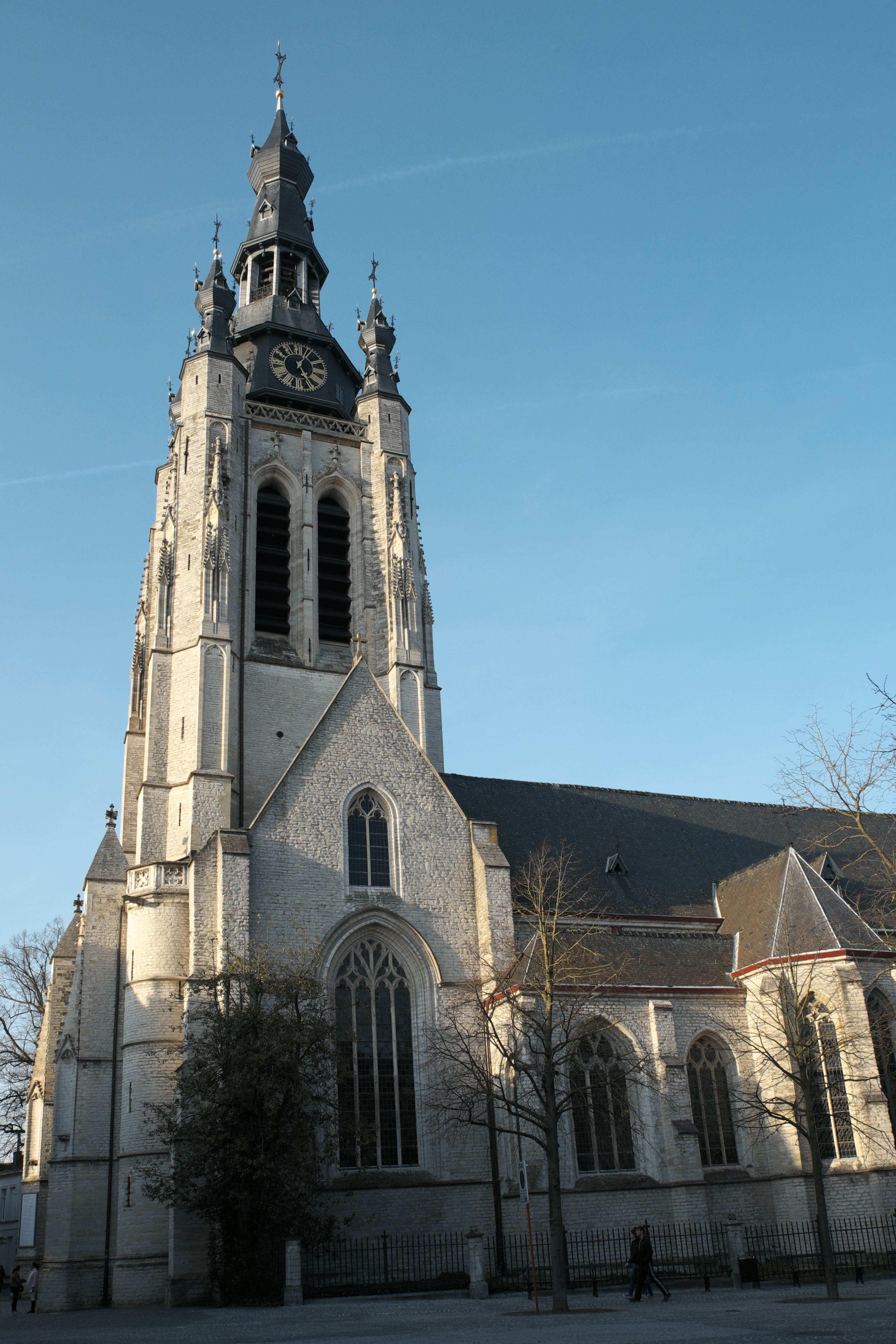
Ansicht von Süden

Die römisch-katholische Kirche St. Martin (niederländisch Sint-Maartenskerk) ist eine Kirche in der belgischen Stadt Kortrijk. Die Kirche ist dem Heiligen Martin von Tours geweiht. Sie wurde zwischen 1390 und 1466 gebaut, nach der Zerstörung der ersten gotischen St.-Martins-Kirche. Diese wurde an der Stelle einer romanischen Kirche errichtet, die auf ein Gotteshaus aus dem Jahr 650 zurückgeht, das vom Heiligen Eligius erbaut wurde. Zusammen mit dem Wohnhochhaus K-Tower ist der St.-Martins-Turm eines der höchsten Gebäude der Stadt und eine Dominante in der Silhouette von Kortrijk.

## Geschichte

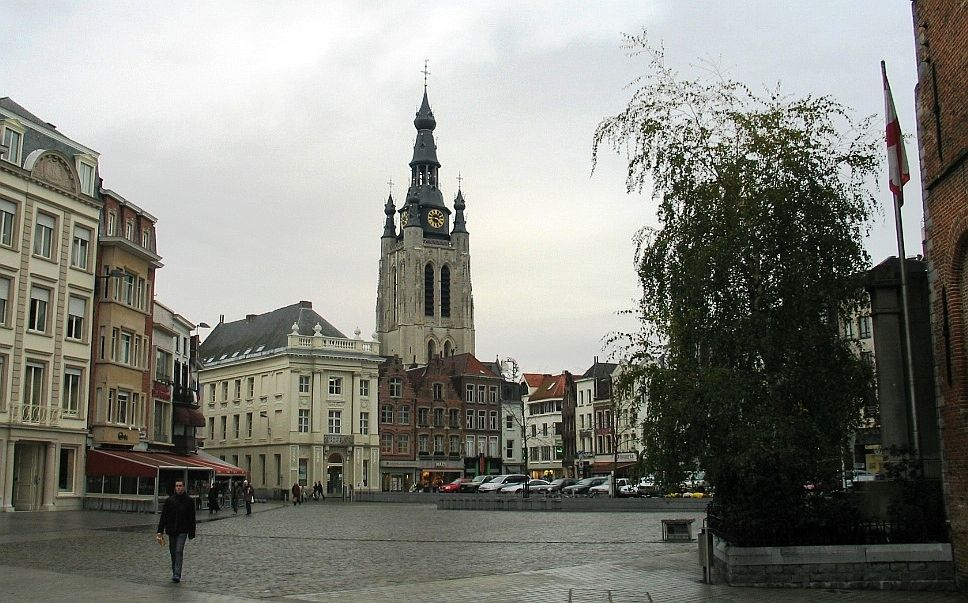
Grote Markt mit der Sint-Maartenskerk

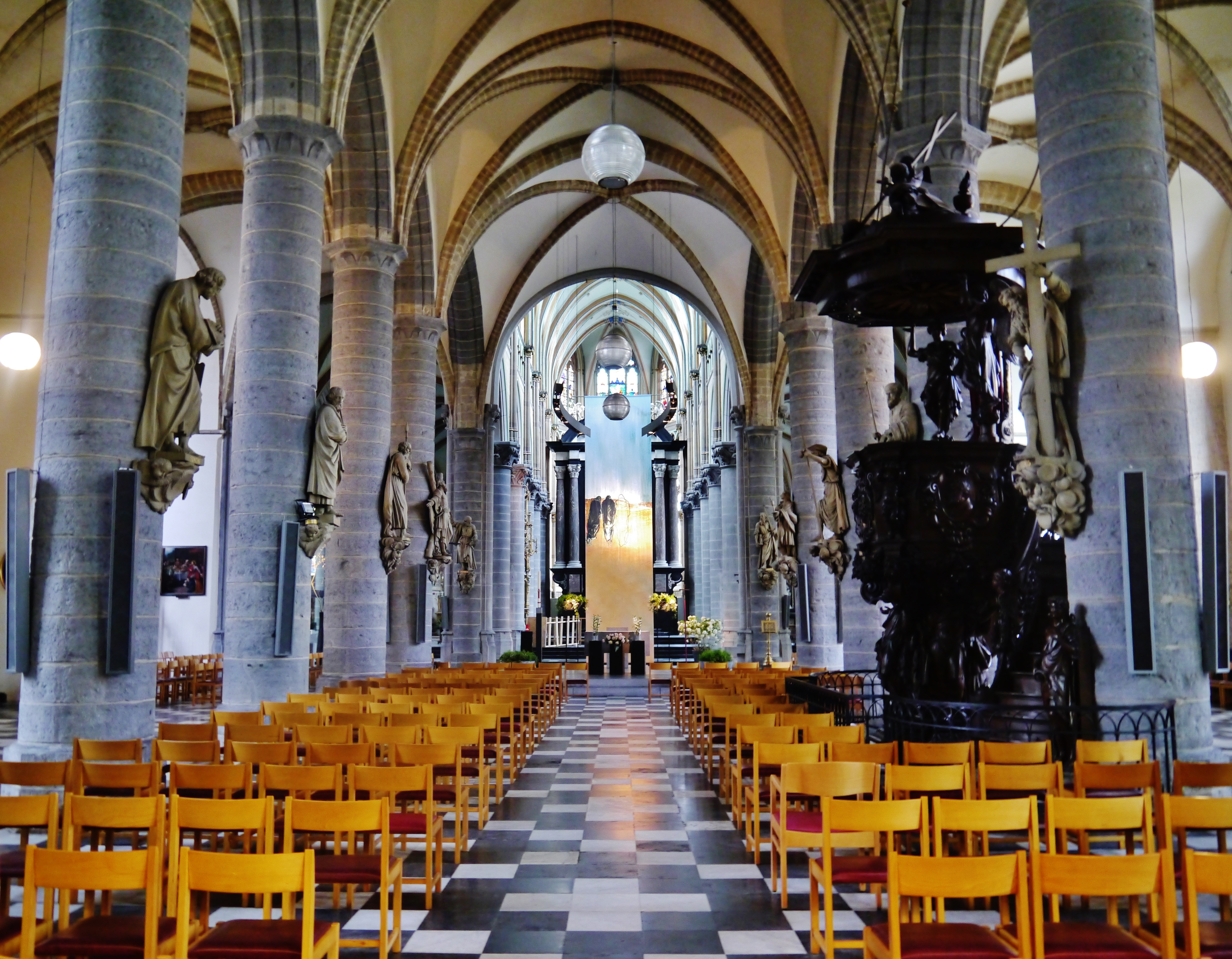
Innenansicht nach Osten

Bereits um 650 gab es an dieser Stelle in der Nähe des Grote Markts in Kortrijk ein Gotteshaus des Heiligen Eligius. Später wurde an der gleichen Stelle eine romanische St. Martinskirche errichtet. Im Mittelalter wurde diese romanische Kirche durch eine gotische ersetzt. Der Steinturm stammt aus dem Jahr 1439.

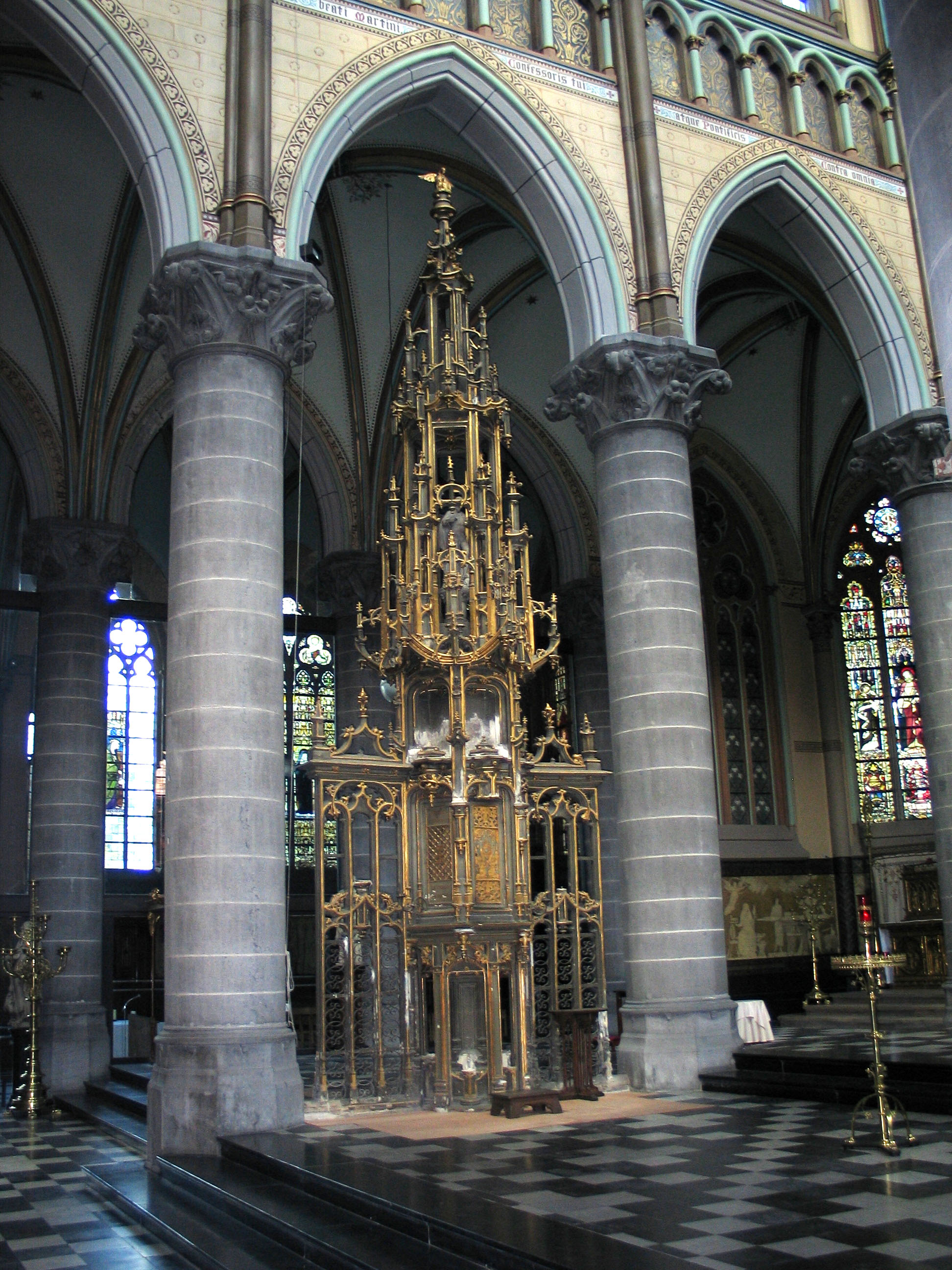
Der Sakramentsturm

Am 7. August 1862 traf die Kirche ein Schicksalsschlag: Der brabantisch-gotische St. Martins-Turm wurde vom Blitz getroffen, wodurch der hölzerne Teil des Turms aus dem Jahr 1601 vollständig abbrannte. In den folgenden Jahrzehnten wurde die Turmspitze vollständig wiederaufgebaut.
Seit 1619 ist Anne van Liedekerke, die Frau von General Giorgio Basta, dort begraben. Die 1687 gegründete Heilig-Sakrament-Kapelle ’t Putje in Sint-Denijs-Westrem steht an der Stelle, an der die aus dieser Kirche gestohlenen heiligen Gefäße gefunden wurden.
Ein erneuter Brand im Jahr 1862 richtete großen Schaden an. Unter anderem gingen die Jacquemart-Figuren Manten und Kalle in den Flammen verloren.
Von 1899 bis 1939 schmückte eine Eichenstatue der Muttergottes den Raum zwischen den beiden Eingängen des Hauptportals. An ihrer Stelle steht jetzt eine Statue des Heiligen Martin aus weißem Stein.
Seit 1937 ist die Kirche ein geschütztes Kulturdenkmal.
Der 83 Meter hohe Turm im Stil der Brabanter Gotik ist ein Blickfang. Im hölzernen Kirchturm hängt ein Glockenspiel mit 49 Glocken, das 1974 restauriert wurde.

## Inneres
Die Kirche ist eine Hallenkirche mit drei Schiffen. Der basilikale Hochchor, die beiden Seitenchöre und die St.-Annen-Kapelle wurden nach dem Brand von 1862 im neugotischen Stil wiederaufgebaut. Die Statuen der Apostel stehen symbolisch für die Säulen der Kirche. Sie sind das Werk von N. Lecreux (1733–1799) aus Tournai.

## Kunstschätze
- Das Schmuckstück der Kirche ist sicherlich das Gemälde Triptychon des Heiligen Geistes[2] von Bernard de Rijckere aus dem Jahr 1587, mit einer Pfingstszene, rechts die Taufe Jesu und links die Erschaffung Adams.
- In der Kirche befindet sich eine polychromierte Statue des Heiligen Martin als Bischof.
- Der Kreuzweg (1996), im Wachsausschmelzverfahren, wurde von einem deutschen Priester, Heinrich Bartoldus aus Westfalen, entworfen.
- Das Portal aus dem Jahr 1595 wurde im Jahr 1832 restauriert.
- Auf der Empore steht eine Schyven-Orgel aus dem Jahr 1888 mit 43 Registern auf drei Manualen und Pedal.[3]
- Im Begegnungsraum hinten rechts in der Kirche wird das Leben des Heiligen Martin beschrieben.
- In der Bosseniers-Kapelle findet der Besucher die steinerne, naive Skulptur Unser Lieben Frau von dem Haselstrauch aus dem Jahr 1485. Die Skulptur hat ihren Namen von der Kapelle, in der sie ursprünglich stand. Unter der Statue befindet sich die Kanonenkugel, die 1646 in die Kapelle einschlug.
- Das Gemälde Anbetung der Könige von Gaspar de Crayer (1630).
- Die Eichenstatue Unsere Liebe Frau von den Trauben (ca. 1450).
- Lesepult aus Messing von 1480, hergestellt in Tournai.
- Einzigartiger Sakramentsturm, 6,5 m hoch, aus dem Jahr 1585, gefertigt vom Antwerpener Künstler Hendrik Mauris aus ursprünglich polychromiertem Avesnes-Stein, mit spätgotischem Turm und Skulpturen aus der Renaissance.
- Das Gemälde Heiliger Franziskus in Betrachtung des Heiligen Kreuzes von Jan Erasmus Quellinus aus dem Jahr 1688
- Das Gemälde Das Martyrium der Heiligen Katharina von dem Meulebekener Künstler Karel van Mander (16. Jahrhundert)

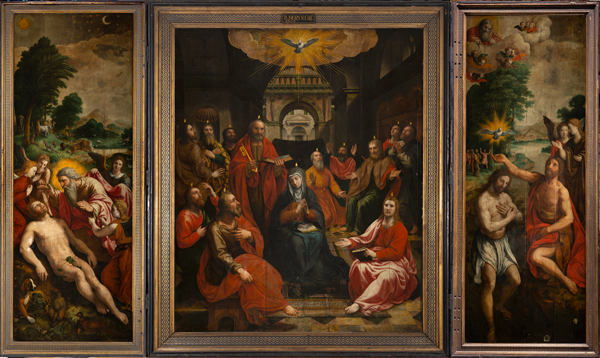
Triptychon des Heiligen Geistes von Bernard de Rijckere
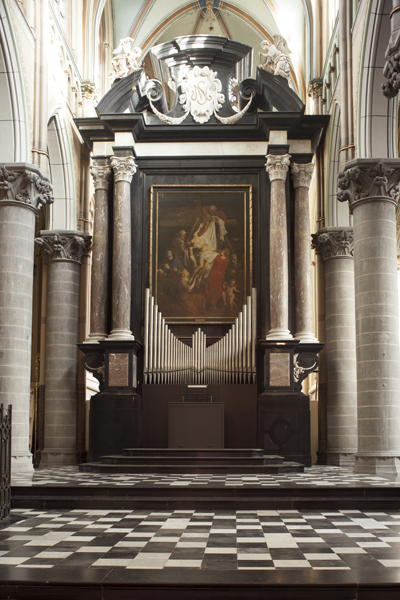
Altar mit Chororgel
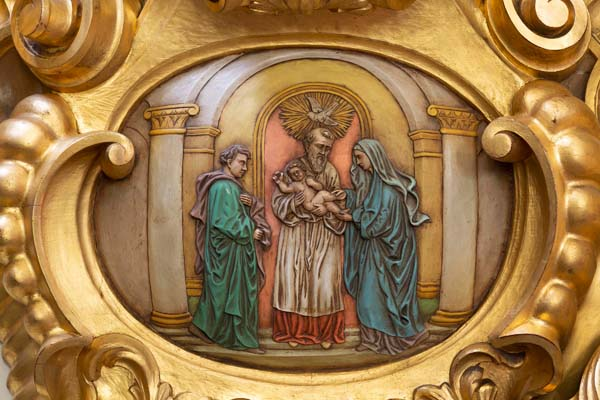
Retabel im Nordquerhaus, Detail
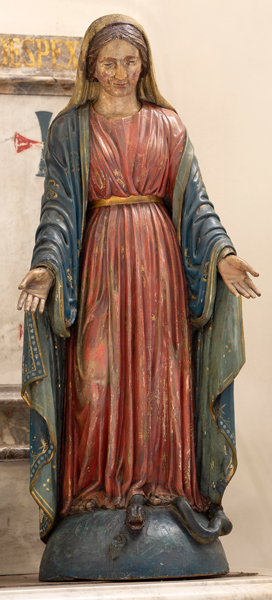
Unsere Liebe Frau vom Haselstrauch
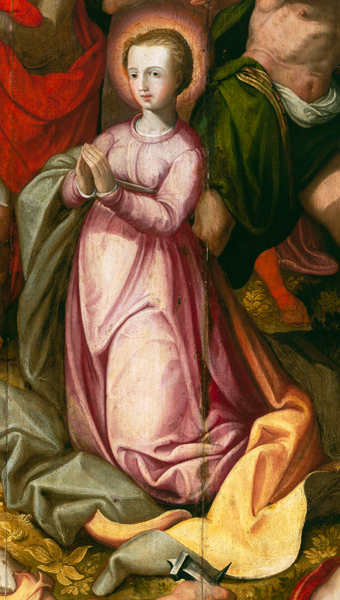
Das Martyrium der Heiligen Katharina